# Die Ratten (1921)
Die Ratten ist ein deutscher Stummfilm des Regisseurs Hanns Kobe mit Emil Jannings, Lucie Höflich, Eugen Klöpfer und Marija Leiko in Hauptrollen.
Dieser Film aus dem Jahr 1921 ist der erste einer Reihe von Kino- und Fernsehfilmen nach Gerhart Hauptmanns gleichnamigem Theaterstück, das am 13. Januar 1911 im Berliner Lessingtheater uraufgeführt worden war.

## Produktion
Produziert wurde der Film von der Grete Ly Film-Gesellschaft Grete Reß, der in Berlin ansässigen Produktionsfirma von Grete Ly, einer Sängerin, die kurze Zeit auch als Schauspielerin und Filmproduzentin tätig war.

## Vertrieb
Der Film wurde von der Firma Terra Film vertrieben und am 29. Juli 1921 in Berlin erstaufgeführt. Zudem wurde er in Dänemark 1922 unter dem Titel Rotterne veröffentlicht.

## Wichtige Neuverfilmungen
1955 verfilmte Robert Siodmak den Stoff nochmals mit Heidemarie Hatheyer, Maria Schell, Curd Jürgens und Gustav Knuth und gewann damit den Goldenen Bären der Berlinale. 